# Thelyphonus lucanoides
Thelyphonus lucanoides är en spindeldjursart som beskrevs av Butler 1872. Thelyphonus lucanoides ingår i släktet Thelyphonus och familjen Thelyphonidae. Inga underarter finns listade i Catalogue of Life.